# کارمن و لولا
کارمن و لولا (اسپانیایی: Carmen y Lola‎) یک فیلم درام اسپانیایی به کارگردانی آرانچا اِچه‌واریا است که در سال ۲۰۱۸ منتشر شد. این فیلم در بخش دو هفته کارگردانان جشنواره فیلم کن ۲۰۱۸ به نمایش درآمد.

## گزیدهٔ بازیگران
- سائیرا رومرو[۱]
- کارولینا یوسته[۲]
- رزی رودریگس[۱]
- مورنو بورخا[۱]
- رافائلا لئون[۱]